# 康乐书
康乐书（？—），男，中华人民共和国政治人物，曾任广东省政协副主席，广东省关心下一代工作委员会第一副主任。